# 葉財記
葉財記集團是台灣一家建築公司，旗下有「葉財記工程股份有限公司」、「葉財記建設股份有限公司」與「新富地產股份有限公司」3家公司。

## 歷史大事紀
- 1918年，葉財記創辦人葉進財為了生計，到上海拜師學藝，從做木工當學徒做起。
- 1928年，葉進財24歲，獨自創立「葉財記營造廠」。
- 1948年，葉進財帶領重要幹部來台灣，協助國民政府興建國防醫學院與三軍總醫院
- 1964年，成立葉財記工程有限公司，之後由第二代葉根林接手經營
- 1973年，在台北推出兩棟樓高14層的金蘭大廈、蘭沁大廈，創下最高住宅紀錄
- 1977年，在仁愛圓環推出全台第一個住商混合大樓亞洲大廈，吸引遠東百貨進駐，如今成為葉財記總部
- 1996年，捐贈上海進才中學正式落成，為20世紀90年代上海市第一所現代化寄宿制高中

## 知名建案

### 第一代葉進財的作品
- 民國58年，「文華新村」 (四川路)
- 民國59年，「玫瑰大廈」 (台北市信義路的第一棟大樓)
- 民國61年，中心診所 (忠孝東路)
- 民國64年，金蘭大廈 (敦化南路)
- 民國65年，蘭沁大廈 (敦化南路)
- 民國66年，鑽石大廈 (仁愛路)
- 民國66年，亞洲大廈 (仁愛路)
- 民國68年，中正機場第一航廈大樓 (桃園，十大建設之一)
- 民國69年，裕台大廈 (復興南路)。1986年花蓮地震中嚴重傾斜，1988年修復。

### 第二代葉根林的作品
又建了台北市多棟大樓，他也因此被業界稱為「葉半城」
臺北市敦化南路上面有10多棟大樓都是葉財記所建，著名的如下：
- 民國71年，敦化南路的葉財記鑽石雙星大廈A、B座。
- 民國72年，辛亥路的台大麗園大廈。
- 民國72年，復興北路的惠普大廈（原惠普臺灣總部）。
- 民國72年，仁愛路的皇家大廈。
- 民國73年，敦化南路的中鼎大樓（與德成建設合建）。
- 民國74年，敦化南路的藍天凱悅大廈。
- 民國75年，敦化南路的葉財記鑽石雙星大廈C、D座。
- 民國78年，敦化南路的葉財記世貿大樓。
- 民國79年，羅斯福路的狀元吉第大廈。
- 民國82年，敦化南路的凌雲通商大樓。

也因此，敦化南路曾經被業界稱為「葉財記大道」

### 第三代葉茂宏接班之後
- 民國84年 馨園華廈 (師大路)
- 民國87年 鑽石名門 (中和區中正路)
- 民國98年 長安樂府 (吉林路)
- 民國101年 雋藏 (文山區政大一街)
- 民國106年 敦藏 (新莊區福美街)

## 榮獲建築獎項
- 第一屆優秀建築業主金鼎獎
- 第一屆優秀建築施工金鼎獎
- 台北市建築優良施工獎
- 特優傑出營造公司金龍獎
- 中國建設工程魯班獎
- 上海市建設工程白玉蘭獎

## 外部連結
- 葉財記工程股份有限公司 | 葉財記建設股份有限公司 （页面存档备份，存于）
- 新富地產 | 官方網站 （页面存档备份，存于）
- 新富地產海外房產投資